# The Pink Panther Show
The Pink Panther Show (Chú báo hồng) là tuyển tập phim hoạt hình ngắn của David H. DePatie và Friz Freleng, sản xuất bởi Mirisch Films và DePatie-Freleng Enterprises, chiếu trên hai kênh truyền hình Hoa Kỳ: từ ngày 6 thâng 9 năm 1969 đến ngày 2 tháng 9 năm 1978 trên kênh NBC; và từ ngày 9 tháng 9 năm 1978 đến ngày 1 tháng 9 năm 1980 trên kênh ABC.

## Lịch sử
Khi Chú Báo Hồng công chiếu năm 1969, nó được chiếu kèm với The Inspector kẹp giữa hai tập Pink Panther. Phiên bản 30-phút  được kết nối cả hai phim,cùng với giọng của Marvin Miller như một MC nói chuyện với nhân vật Báo Hồng.Các đoạn chuyển giữa các tập phim cũng được làm từ những ý tưởng mới hoặc tái sử dụng lại từ phim với giọng bình luận của Marvin Miller
Các tập Pink Panther sản xuất sau 1969 khi The Pink Panther Show đã công chiếu được chiếu truyền hình cũng như dạng đĩa hát và chiếu rạp,thông thường chiếu trên TV trước rồi tung ra rạp bởi  United Artists. Một số bộ phim hoạt hình ăn theo cũng được tung ra thị trường, nổi tiếng tiêu biểu có: The Ant and the Aardvark, Tijuana Toads (a.k.a. Texas Toads), Hoot Kloot, Misterjaw, Roland and Rattfink, The Dogfather (a Godfather pastiche with a canine Corleone family), và hai bộ phim spin off: The Blue Racer and Crazylegs Crane. The New Pink Panther Show và các phim về sau có mặt tất cả các nhân vật trên
Năm 1976, bản nửa tiếng chuyển sang bản 90 phút dưới tên The Pink Panther Laugh and a Half Hour and a Half Show; phiên bản này bao gồm hài kịch trực tiếp,với Lenny Schultz pha trò. Phiên bản này không ăn khách và bị hủy bỏ năm 1972.
Năm 1978, sau 9 năm trên NBC, the Pink Panther chuyển sang ABC và đổi tên The All-New Pink Panther Show,kéo dài một phần rồi chính thức ngừng chiếu. Phiên bản ABC bao gồm 16 kỳ với 32 tập Pink Panther mới, and 16 tập Crazylegs Crane: không có các phần chuyển cảnh trongThe All-New Pink Panther Show. 32 Tập Pink Panther mới lần lượt phát hành bởi United Artists. 

The Pink Panther (Báo Hồng).

### Nhạc nền
Henry Mancini soạn bản "Pink Panther theme" cho phim người đóng, về sau sử dụng luôn cho phim hoạt hình. Doug Goodwin soạn nhạc chủ đề phim. Trong mùa 1 (1969-1970), Phim được dẫn bởi Báo Hồng và Thanh tra Inspector. Phần mở đầu cho thấy một cậu bé lái chiếc Panthermobile từ vùng quê lên Grauman's Chinese Theatre tại Hollywood, Báo Hồng và Inspector xuống xe đi vào rạp. Vào cảnh cuối chương trình Inspector lên xe chạy bỏ Báo Hồng ở lại.

### Laugh track
Như nhiều hoạt hình Ngày thứ Bảy bấy giờ, The Pink Panther Show chứa những đoạn âm thanh cười được thu sẵn phát lồng vào phim (Laugh track), về sau bị gỡ bỏ. Boomerang vẫn còn chiếu phiên bản với những tiếng cười này, và chúng vẫn còn thấy ở các phiên bản: Tiếng Tây Ban Nha,Tiếng Bồ Đào Nha, Boomerangs, the Pháp-based Gulli, và Phần Lan TV 4 và TV 6.

### Các phiên bản
Suốt 11 năm trên nhiều hệ thống kênh truyền hình, The Pink Panther Show có nhiều tên:
- The Pink Panther Show (1969–1970)
- The Pink Panther Meets the Ant and the Aardvark (1970–1971)
- The New Pink Panther Show (1971–1974)
- The Pink Panther and Friends (1974–1976)
- The Pink Panther Laugh and a Half Hour and a Half Show (1976–1977)
- Think Pink Panther (1977–1978)
- The Pink Panther (1993)
- The All New Pink Panther Show (1978–1980)
- Pink Panther and Pals(2010-2011)

MGM/UA Television chiếu phiên bản weekday half-hour Pink Panther show năm 1980, đầy đủ chuyển cảnh và laugh track. Một phim mở màn mới với Henry Mancini's "Pink Panther Theme" với cảnh trong tậpPink Outs. Đoạn kết thúc dùng lại ý tưởng trong tập Reel Pink. Phiên bản này gây chú ý khán giả bởi danh sách ekíp thực hiện đầy đủ như chiếu rạp. Năm 1982, MGM/UA bắt đầu hợp vốn một số phim hoạt hình cá nhân cho các đài địa phương với không khí khi họ thấy phù hợp. Định dạng này không chứa chuyển cảnh và laugh track.
Các series sau nằm trong MGM/UA Television's syndication package:
- The Pink Panther
- The Inspector
- The Ant and the Aardvark
- Tijuana Toads/Texas Toads
- Misterjaw

Các series sau không nằm trong MGM/UA Television's syndication package:
- Hoot Kloot
- Roland and Rattfink
- The Blue Racer
- Crazylegs Crane
- The Dogfather

Nhiều đài truyền hình chiếu phiên bản năm 1982,lồng ghép các phim của họ vào, cũng như cắt bỏ laugh track trừ Misterjaw. Chicago-based WGN-TV là một trong số ít chiếu phiên bản đầy đủ năm 1980. New York City-based WPIX chiếu phiên bản rút gọn không có mở và kết.

### Chiếu lại
The Pink Panther Show đang chiếu lại trên BBC Two  - Anh,Teletoon Retro-  Canada lúc  8:00 sáng, Boomerang năm ngày / tuần lúc 5:30 AM, 10 AM và 2:30 PM;
Trước đây, bộ phim còn được chiếu đầy đủ trên This TV,thứ ba, thứ năm 8:30 AM địa phương tới 22/9/ 2011, 

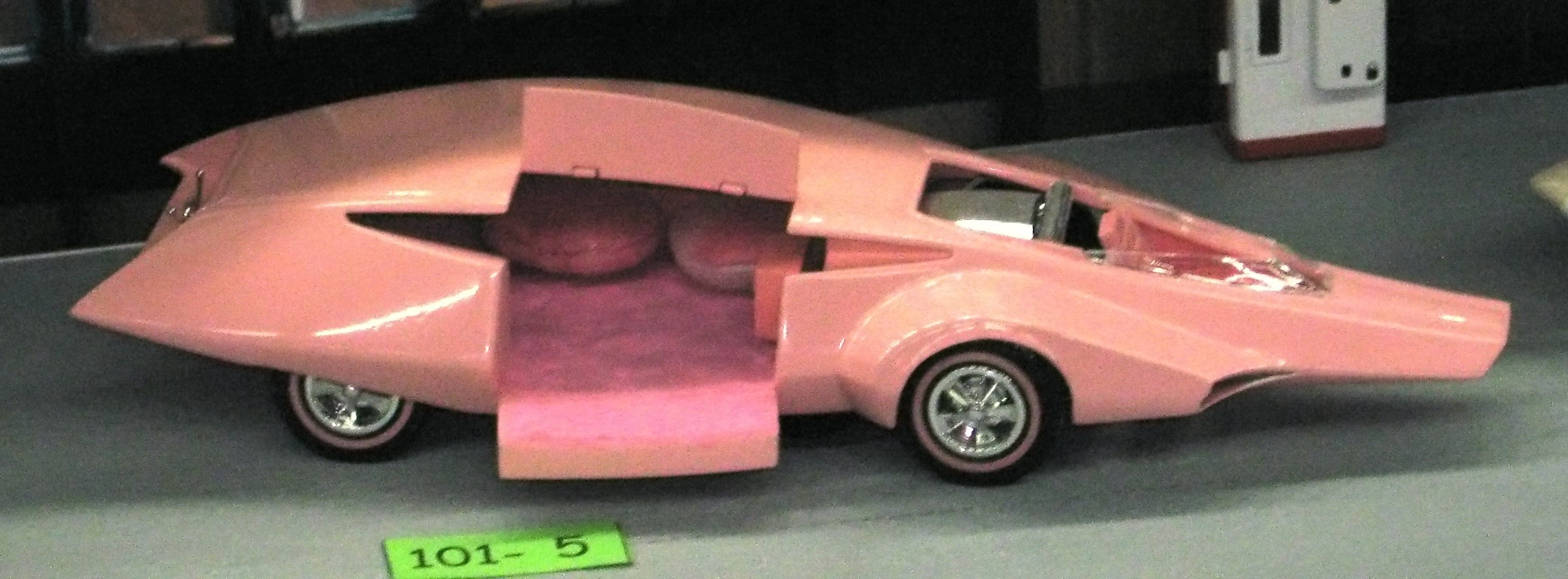
Panthermobile (1969-1970)

## Diễn viên lồng tiếng
- Rich Little – Pink Panther
- Daws Butler – Pug, Louie
- John Byner – Charlie Ant, Blue Aardvark
- Don Diamond – Toro
- Pat Harrington, Jr. – The Inspector, Sergeant Deux-Deux
- Tom Holland – Pancho
- Bob Holt – Mr. Kloot, Mr. Kloot's Horse, Dogfather
- Arte Johnson – Misterjaw
- Larry D. Mann – Blue Racer, Crazylegs Crane
- Bob Ogle – Harry Halibut
- Arnold Stang – Catfish
- Lennie Weinrib – Roland, Rattfink
- Frank Welker – Crazylegs Crane Jr., Dragonfly
- Paul Winchell – Fearless Freddy

## Nhân sự và nhóm thực hiện
- Nhạc nền chính: Henry Mancini
- Đạo diễn: Hawley Pratt, Gerry Chiniquy, Robert McKimson, George Singer
- Kịch bản: John W. Dunn, Tony Benedict, Don Jurwich, Bob Kurtz, Jack Miller, Michael O'Connor, Jim Ryan
- Layouts: Dick Ung, Tom Yakutis, Corny Cole, Jack Miller, Lin Larsen, Jacques Rupp
- Phông nền: Tom O'Loughlin, Pete Alvarado, Corny Cole
- Thiết kế Panthermobile: Bob Reisner
- Animation: Art Leonardi, Manny Gould, Manny Perez, Don Williams, Warren Batchelder, Chuck Downs, George Grandpré, Norm McCabe, Herman Cohen, Ed Love, Dale Case, Bob Matz, Laverne Harding, Tom Ray, Ed DeMattia, Ted Bonnicksen, John Gibbs, Virgil Raddatz
- Lồng tiếng: Rich Little, Mel Blanc, June Foray, Dave Barry, Paul Frees, Helen Gerald, Joan Gerber, Ralph James, Pat Harrington, Jr., Athena Lorde, Marvin Miller, Laura Olsher, Hal Smith, Larry Storch
- Âm nhạc: Doug Goodwin, Walter Greene, William Lava
- Bài hát đầu đề "Panther Pink Panther from Head to Toes": Doug Goodwin
- Gíam sát biên tập: Lee Gunther
- Biên tập: Treg Brown, Roger Donley, Eugene Marks, Chuck McCann, Allen Potter
- Quay phim: John Burton, Jr.
- Sản xuất chính: Jim Foss, Bill Orcutt
- Đồng sản xuất và điều phối: Harry Love
- Sản xuất: David H. DePatie, Friz Freleng

## Danh sách tập phim

### The Pink Panther Show(1969-1970)
Trong mùa một, các phim chiếu theo thứ tự "Pink Panther"-"The Inspector"- "Pink Panther". Trừ một số lần đổi lại (kỳ #021 và #032),.
| Số kỳ | Phim 1                        | Phim 2                                     | Phim 3                          |
| ----- | ----------------------------- | ------------------------------------------ | ------------------------------- |
| #001  | The Pink Blueprint            | Bomb Voyage                                | The Pink Tail Fly               |
| #002  | Pinto Pink                    | Le Pig-Al Patrol                           | In the Pink                     |
| #003  | Jet Pink                      | The Pique Poquette of Paris                | Tickled Pink                    |
| #004  | The Pink Pill                 | Plastered In Paris                         | Pink Pistons                    |
| #005  | Rock A Bye Pinky              | Toulouse La Trick                          | Sink Pink                       |
| #006  | Prehistoric Pink              | Reaux, Reaux, Reaux Your Boat              | Come On In! The Water's Pink    |
| #007  | Pink Pest Control             | Tour de Farce                              | Pink-A-Boo                      |
| #008  | Pink Panic                    | Transylvania Mania                         | An Ounce of Pink                |
| #009  | Prefabricated Pink            | Le Bowser Bagger                           | Sky Blue Pink                   |
| #010  | Dial "P" for Pink             | Napoleon Blown-Aparte                      | Bully for Pink                  |
| #011  | Pink Sphinx                   | Cock-A-Doodle Deux Deux                    | The Pink Phink (Pilot)          |
| #012  | Pink of the Litter            | The Great DeGaulle Stone Operation (Pilot) | Shocking Pink                   |
| #013  | Pink Valiant                  | Le Quiet Squad                             | The Hand Is Pinker Than the Eye |
| #014  | Reel Pink                     | Les Miserobots                             | Smile Pretty, Say Pink          |
| #015  | Put-Put, Pink                 | French Freud                               | Pink is a Many Splintered Thing |
| #016  | Extinct Pink                  | Le Great Dane Robbery                      | The Pink Quarterback            |
| #017  | Genie with the Light Pink Fur | Cherche Le Phantom                         | Pinknic                         |
| #018  | G.I. Pink                     | Carte Blanched                             | Pinkadilly Circus               |
| #019  | Lucky Pink                    | The Shooting of Caribou Lou                | Pink in the Clink               |
| #020  | Little Beaux Pink             | Bear de Guerre                             | The Pink Package Plot           |
| #021  | Pierre and Cottage Cheese     | Pinkcome Tax                               | Cirrhosis of the Louvre         |
| #022  | Pink Pajamas                  | Sicque! Sicque! Sicque!                    | Pink Ice                        |
| #023  | Pickled Pink                  | Ape Suzette                                | Pinkfinger                      |
| #024  | Pink Punch                    | Unsafe and Seine                           | Vitamin Pink                    |
| #025  | Pink, Plunk, Plink            | That's No Lady - That's Notre Dame         | Pink Outs                       |
| #026  | Pink Paradise                 | Sacre Bleu Cross                           | Congratulations It's Pink       |
| #027  | Psychedelic Pink              | Le Escape Goat                             | Pink Posies                     |
| #028  | Super Pink                    | Le Cop on the Rocks                        | Twinkle, Twinkle, Little Pink   |
| #029  | Slink Pink                    | Canadian Can-Can                           | Pink-A-Rella                    |
| #030  | In the Pink of the Night      | London Derriere                            | Think Before You Pink           |
| #031  | Pink Panzer                   | La Feet's Defeat                           | Pink on the Cob                 |
| #032  | Le Ball and Chain Gang        | We Give Pink Stamps                        | Crow de Guerre                  |

### The New Pink Panther Show(1971-1974)
The New Pink Panther Show (1971-1974) thay thế The Inspector bởi The Ant and the Aardvark, có nhạc nền và mở kết mới. Một số tập Báo Hồng được sử dụng lại.
| Số kỳ | The Pink Panther            | The Ant and the Aardvark         | The Pink Panther          |
| ----- | --------------------------- | -------------------------------- | ------------------------- |
| #001  | In the Pink of the Night    | Technology, Phooey               | Super Pink                |
| #002  | Think Before You Pink       | Ants in the Pantry               | Pink-a-Rella              |
| #003  | Twinkle Twinkle Little Pink | Isle of Caprice                  | Pink Punch                |
| #004  | Pink on the Cob             | Rough Brunch                     | Congratulations It's Pink |
| #005  | Pink Outs                   | Scratch a Tiger                  | Pink, Plunk, Plink        |
| #006  | Extinct Pink                | Science Friction                 | Pink Paradise             |
| #007  | A Fly in the Pink           | The Ant From Uncle               | Pinkfinger                |
| #008  | Pink Blue Plate             | The Froze Nose Knows             | Little Beaux Pink         |
| #009  | Pink Tuba-Dore              | Dune Bug                         | Sink Pink                 |
| #010  | Pink-In                     | Don't Hustle an Ant with Muscle  | The Pink Tail Fly         |
| #011  | Psst Pink                   | Never Bug an Ant                 | The Pink Blueprint        |
| #012  | Psychedelic Pink            | The Ant and the Aardvark (pilot) | Gong with the Pink        |
| #013  | Pink Pranks                 | Hasty But Tasty                  | In the Pink               |
| #014  | The Pink Flea               | I've Got Ants in My Plans        | Pinto Pink                |
| #015  | Slink Pink                  | Odd Ant Out                      | Tickled Pink              |
| #016  | Pinkadilly Circus           | From Bed to Worse                | Pinkcome Tax              |
| #017  | We Give Pink Stamps         | Mumbo Jumbo                      | Lucky Pink                |

Một series phát sau đó trùng tên The Pink Panther Show, nhưng thực chất là The New Pink Panther Show. Một số tập Pink Panther là mới, một số sử dụng lại. chuyển cảnh bởi The Inspector và the Ant and the Aardvark.
| Số kỳ | The Pink Panther           | The Ant and the Aardvark         | The Pink Panther              |
| ----- | -------------------------- | -------------------------------- | ----------------------------- |
| #001  | Salmon Pink                | The Ant and the Aardvark (pilot) | The Pink Phink (pilot)        |
| #002  | Pink Streaker              | Never Bug an Ant                 | Reel Pink                     |
| #003  | Pink Plasma                | The Ant from Uncle               | The Pink Tail Fly             |
| #004  | Pink Campaign              | Technology Phooey                | Smile Pretty Say Pink         |
| #005  | Pink Piper                 | Hasty But Tasty                  | The Pink Blueprint            |
| #006  | Bobolink Pink              | Isle of Caprice                  | Pink-a-boo                    |
| #007  | Trail of the Lonesome Pink | Dune Bug                         | Pink, Plunk, Plink            |
| #008  | Pink Aye                   | Ants in the Pantry               | Genie with the Light Pink Fur |
| #009  | Keep Our Forests Pink      | Science Friction                 | Super Pink                    |
| #010  | Pink DaVinci               | Odd Ant Out                      | Prefabricated Pink            |
| #011  | Forty Pink Winks           | Rough Brunch                     | Pink Outs                     |
| #012  | Sherlock Pink              | I've Got Ants in My Plans        | Pinkadilly Circus             |
| #013  | Therapeutic Pink           | Don't Hustle an Ant with Muscle  | Come On In! The Water's Pink  |
| #014  | Pink Elephant              | Scratch a Tiger                  | Twinkle, Twinkle, Little Pink |
| #015  | It's Pink But Is It Mink?  | The Froze Nose Knows             | Pink Pest Control             |
| #016  | The Scarlet Pinkernel      | Mumbo Jumbo                      | Slink Pink                    |
| #017  | Mystic Pink                | From Bed to Worse                | In the Pink of the Night      |

### The All-New Pink Panther Show(1978-1980)
The All-New Pink Panther Show (1978-1980) là phần phim mới sau khi NBC hủy bỏ phiên bản thời lượng dài Pink Panther Show (1969-1978). ABC-TV nhận và yêu cầu 32 tập đặc biệt choTV, 16 tập Crazylegs Crane mới. Một nhạc nền mới được sử dụng và không có chuyển cảnh.
| Số kỳ | The Pink Panther   | Crazylegs Crane            | The Pink Panther      |
| ----- | ------------------ | -------------------------- | --------------------- |
| #001  | Pink Bananas       | Crane Brained              | Pinktails for Two     |
| #002  | Pink Arcade        | Life With Feather (pilot)  | Pink S.W.A.T.         |
| #003  | Pink Suds          | King Of The Swamp          | Pink Pull             |
| #004  | Toro Pink          | Winter Blunderland         | Pink in the Woods     |
| #005  | Spark Plug Pink    | Sonic Broom                | Pink Breakfast        |
| #006  | Pink Lightning     | Storky and Hatch           | Pink in the Drink     |
| #007  | Doctor Pink        | Bug Off                    | Pink Pictures         |
| #008  | Supermarket Pink   | Animal Crackups            | String Along in Pink  |
| #009  | Pink Lemonade      | Fly-by-Knight              | Pink Trumpet          |
| #010  | Dietetic Pink      | Sneaker Snack              | Sprinkle Me Pink      |
| #011  | Pink Daddy         | Barnacle Bird              | Cat and the Pinkstalk |
| #012  | Pink Quackers      | Jet Feathers               | Pink and Shovel       |
| #013  | Yankee Doodle Pink | Beach Bummer               | Pinkologist           |
| #014  | Pet Pink Pebbles   | Nest Quest                 | The Pink of Bagdad    |
| #015  | Pink Press         | Flower Power               | Pink U.F.O.           |
| #016  | Pink Z-Z-Z         | Trail of the Lonesome Mine | Star Pink             |

### Phiên bản Tây Ban Nha
| Số kỳ | The Pink Panther           | Hoot Kloot                  | The Pink Panther                |
| ----- | -------------------------- | --------------------------- | ------------------------------- |
| #001  | Pinky Doodle               | Apache on the County Seat   | Pink Pajamas                    |
| #002  | Pink 8 Ball                | Pay Your Bufallo Bill       | The Pink Pro                    |
| #003  | Bobolink Pink              | The Badge and the Beautiful | Dial "P" for Pink               |
| #004  | Salmon Pink                | Ten Miles to the Gallop     | Pink Streaker                   |
| #005  | Rocky Pink                 | As the Tumbleweed Turns     | Pickled Pink                    |
| #006  | Mystic Pink                | By Hoot or by Crook         | Pink Panzer                     |
| #007  | Trail of the Lonesome Pink | Strange on the Range        | Pink Aye                        |
| #008  | The Scarlet Pinkernel      | A Self-Winding Sidewinde    | Vitamin Pink                    |
| #009  | The Pink of Arabee         | Stirrups and Hiccups        | Rock A Bye Pinky                |
| #010  | Pink Campaign              | Phony Express               | The Hand Is Pinker Than the Eye |

### Phiên bản của người hâm mộ

#### The Pink Panther Show
Một bản The Pink Panther Show được chế bởi fans khắp thế giới, không trÌnh chiếu trên TV.
| Số kỳ | The Pink Panther           | R&R, TA&TA and The Inspector               | The Pink Panther              |
| ----- | -------------------------- | ------------------------------------------ | ----------------------------- |
| #001  | Pink Campaign              | Hawks and Doves (pilot)                    | We Give Pink Stamps           |
| #002  | Pink Piper                 | Gem Dandy                                  | Pink Panzer                   |
| #003  | Pink Streaker              | Ants in the Pantry                         | The Pink Blueprint            |
| #004  | Pink Plasma                | Say Cheese, Please                         | The Pink Tail Fly             |
| #005  | Rocky Pink                 | Don't Hustle an Ant with Muscle            | Pink, Plunk, Plink            |
| #006  | Bobolink Pink              | The Ant From Uncle                         | Reel Pink                     |
| #007  | The Pink Pro               | Isle of Carpice                            | Smile Pretty, Say Pink        |
| #008  | The Pink of Arabee         | Plastered in Paris                         | Super Pink                    |
| #009  | Psst Pink                  | Technology, Phooey                         | Pink-A-Boo                    |
| #010  | It's Pink But Is It Mink?  | Hurts and Flowers                          | Genie with the Light Pink Fur |
| #011  | Pink Aye                   | The Deadwood Thunderball                   | Prefabricated Pink            |
| #012  | Salmon Pink                | A Fink in the Rink                         | Pink Outs                     |
| #013  | A Fly in the Pink          | Reaux, Reaux, Reaux Your Boat              | Sky Blue Pink                 |
| #014  | Pinky Doodle               | Dune Bug                                   | G.I. Pink                     |
| #015  | Therapeutic Pink           | Mumbo Jumbo                                | Pinkadilly Circus             |
| #016  | Keep Our Forests Pink      | The Great DeGaulle Stone Operation (pilot) | The Pink Phink (pilot)        |
| #017  | Pink Elephant              | Rough Brunch                               | Twinkle, Twinkle, Little Pink |
| #018  | Trail of the Lonesome Pink | Le Quiet Squad                             | Pink in the Clink             |
| #019  | Pink DaVinci               | Sweet and Sourdough                        | Pink-A-Rella                  |

## Xem Thêm
- List of The Pink Panther cartoons